# Eutrichota pilimana
Eutrichota pilimana este o specie de muște din genul Eutrichota, familia Anthomyiidae. A fost descrisă pentru prima dată de Ringdahl în anul 1918. Conform Catalogue of Life specia Eutrichota pilimana nu are subspecii cunoscute.